# Notgrund, Ingå
Notgrund är ett skär i Finland. Den ligger i Finska viken och i kommunen Ingå i den ekonomiska regionen  Raseborg i landskapet Nyland, i den södra delen av landet. Ön ligger omkring 41 kilometer väster om Helsingfors.
Skärets area är 0,3 hektar och dess största längd är 140 meter i nord-sydlig riktning. Närmaste större samhälle är Kyrkslätt, 15,2 km nordost om Notgrund. Skäret utgör gränsmärke mellan Ingå och Kyrkslätts kommuner.